# Вебтерапія (телесеріал)
«Вебтерапія» (англ. Web Therapy) — американський телевізійний серіал в жанрі ситком, створений Лізою Кудров, Доном Русом та Деном Букатинським на основі однойменного вебсеріалу (2008—2014) з Лізою Кудров у ролі Фіони Волліс, психотерапевтки, яка проводить сеанси з клієнтами виключно через інтернет.

## Сюжет
Ексцентрична психотерапевтка Фіона Волліс вигадала нову методику спілкування з пацієнтами: всього три хвилини розмови і жодної додаткової балаканини та спогадів. Сеанс відбувається за допомогою вебкамер. 

## Виробництво

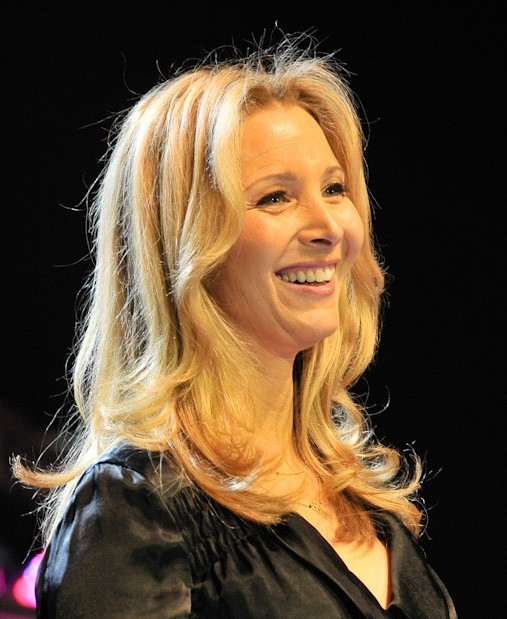
Ліза Кудроу, авторка серіалу та виконавиця головної ролі

Як вебсеріал шоу було запущено на сайті lstudio.com 22 вересня 2008 року. Всього було знято 65 епізодів тривалістю від трьох до п'ятнадцяти хвилин. У квітні 2010 року телеканал Showtime оголосив про плани перенести серіал на телеекрани як півгодинне шоу. Перший сезон телевізійної версії містив 10 півгодинних епізодів. 

## Епізоди
| Сезон | Сезон | К-ть епізодів | Прем'єра       | Прем'єра        |
| Сезон | Сезон | К-ть епізодів | Першої серії   | Останньої серії |
| ----- | ----- | ------------- | -------------- | --------------- |
|       | 1     | 10            | 19 липня 2011  | 20 вересня 2011 |
|       | 2     | 11            | 2 липня 2012   | 9 вересня 2012  |
|       | 3     | 10            | 23 липня 2013  | 24 вересня 2013 |
|       | 4     | 12            | 22 жовтня 2014 | 28 січня 2015   |

## Запрошені зірки
- Рашида Джонс у ролі Гейли, коханої пацієнта Фіони Джерома
- Боб Балабан у ролі психотерапевта Теда Мітчелла
- Алан Каммінг у ролі міжнародного медіамагната Остіна Кларка
- Кортні Кокс у ролі медіума Серени Дюваль
- Джейн Лінч у ролі Клер Дудек, підприємиці, що потерпає від нападів агресії
- Девід Швіммер у ролі Н'юела Міллера, сина професора, з яким Фіона мала інтимні стосунки у коледжі
- Розі О'Доннелл[en] у ролі Максін ДіМейн, адміністраторки Остіна Кларка
- Меріл Стріп у ролі Камілли Бонер, дружини ініціатора табору репаративної терапії для гомосексуальних людей
- Моллі Шеннон у ролі Кірстен Ноубл, авторки еротичного блогу
- Конан О'Браєн у ролі самого себе
- Джулія Луї-Дрейфус у ролі Шиван, сестри Фіони
- Сельма Блер у ролі аферистки Теммі Гайнс, що погодилася стати сурогатною матір'ю для дитини Гейлі та Джерома
- Мінні Драйвер у ролі Аллегри Февро, акторки, яка бажає виконати роль Фіони в екранізації її книги
- Метт Леблан у ролі Ніка Джерико
- Мег Раян у ролі Карен Шарп
- Гвінет Пелтроу у ролі Маї Ганеш / Деббі Шнитман
- Крістіна Епплгейт у ролі Джонні Болоні
- Метью Перрі у ролі Тайлера Бішопа
- Стів Карелл у ролі Джексона Пікетта
- Джон Гемм у ролі Джеба Мастерса
- Джессі Тайлер Фергюсон, переможець лотереї Стів Олсон (2 епізоди)